# Irish Oaks
Groupe I
Les Irish Oaks (Oaks d'Irlande) est une course hippique de groupe I qui se court en juillet, sur la distance de 2 414 mètres, sur l'hippodrome du Curragh, en Irlande. L'allocation s'élève à 400 000 €.
Créée en 1895, c'est une course prestigieuse réservée aux pouliches de 3 ans, l'équivalent irlandais des Oaks anglaises et du Prix de Diane français.

## Palmarès depuis 1987
| Année | Vainqueur         | Pays        | Père             | Jockey               | Entraîneur           | Propriétaire                 | Deuxième           | Troisième         | Temps   |
| ----- | ----------------- | ----------- | ---------------- | -------------------- | -------------------- | ---------------------------- | ------------------ | ----------------- | ------- |
| 2025  | Minnie Hauk       | Irlande     | Frankel          | Ryan Moore           | Aidan O'Brien        | Coolmore                     | Wemightakedlongway | Island Hpping     | 2'33"62 |
| 2024  | You Got To Me     | Royaume-Uni | Nathaniel        | Hector Crouch        | Ralph Beckett        | Valmont & Newsells Park Stud | Content            | Purple Lily       | 2'32"61 |
| 2023  | Savethelastdance  | Irlande     | Galileo          | Ryan Moore           | Aidan O'Brien        | Coolmore                     | Bluestocking       | Library           | 2'43"11 |
| 2022  | Magical Lagoon    | Irlande     | Galileo          | Shane Foley          | Jessica Harrington   | Zhang Yuesheng               | Toy                | Cairde Go Deo     | 2'34"02 |
| 2021  | Snowfall          | Irlande     | Deep Impact      | Ryan Moore           | Aidan O'Brien        | Coolmore                     | Divinely           | Nicest            | 2'34"36 |
| 2020  | Even So           | Irlande     | Camelot          | Colin Keane          | Ger Lyons            | Paul Shanahan & Coolmore     | Cayenne Pepper     | Passion           | 2'39"54 |
| 2019  | Star Catcher      | Royaume-Uni | Sea The Stars    | Lanfranco Dettori    | John Gosden          | Anthony Oppenheimer          | Fleeting           | Pink Dogwood      | 2'34"49 |
| 2018  | Sea of Class      | Royaume-Uni | Sea The Stars    | James Doyle          | William-J. Haggas    | Sunderland Holding Inc.      | Forever Together   | Mary Tudor        | 2'32"54 |
| 2017  | Enable            | Royaume-Uni | Nathaniel        | Lanfranco Dettori    | John Gosden          | Khalid Abdullah              | Rain Goddess       | Eziyra            | 2'32"13 |
| 2016  | Seventh Heaven    | Irlande     | Galileo          | James-A. Heffernan   | Aidan O'Brien        | Coolmore                     | Architecture       | Harlequeen        | 2'34"53 |
| 2015  | Covert Love       | Royaume-Uni | Azamour          | Patrick-J. Smullen   | Hugo Palmer          | Fomo Syndicate               | Jack Naylor        | Curvy             | 2'30"38 |
| 2014  | Bracelet          | Irlande     | Montjeu          | Colm O'Donoghue      | Aidan O'Brien        | Coolmore                     | Tapestry           | Volume            | 2'33"68 |
| 2013  | Chicquita         | France      | Montjeu          | Johnny Murtagh       | Alain de Royer-Dupré | Paul Makin                   | Venus de Milo      | Just Pretending   | 2'35"01 |
| 2012  | Great Heavens     | Royaume-Uni | Galileo          | William Buick        | John Gosden          | Lady Rothschild              | Shirocco Star      | Princess Highway  | 2'42"92 |
| 2011  | Blue Bunting      | Royaume-Uni | Dynaformer       | Lanfranco Dettori    | Mahmood Al Zarooni   | Godolphin                    | Banimpire          | Wonder of Wonders | 2'42"97 |
| 2010  | Snow Fairy        | Royaume-Uni | Intikhab         | Ryan Moore           | Ed Dunlop            | Anamoine Ltd                 | Miss Jean Brodie   | Lady Lupus        | 2'34"87 |
| 2009  | Sariska           | Royaume-Uni | Pivotal          | Jamie Spencer        | Michael Bell         | Lady C. Bamford              | Roses of The Lady  | Midday            | 2'45"84 |
| 2008  | Moonstone         | Irlande     | Dalakhani        | Johnny Murtagh       | Aidan O'Brien        | Coolmore                     | Ice Queen          | Gagnoa            | 2'34"37 |
| 2007  | Peeping Fawn      | Irlande     | Danehill         | Johnny Murtagh       | Aidan O'Brien        | Coolmore                     | Light Shift        | All My Loving     | 2'39"10 |
| 2006  | Alexandrova       | Irlande     | Sadler's Wells   | Kieren Fallon        | Aidan O'Brien        | Coolmore                     | Scottish Stage     | Rising Cross      | 2'29"60 |
| 2005  | Shawanda          | France      | Sinndar          | Christophe Soumillon | Alain de Royer-Dupré | S.A. Aga Khan                | Playful Act        | Mona Lisa         | 2'27"10 |
| 2004  | Ouija Board       | Royaume-Uni | Cape Cross       | Kieren Fallon        | Ed Dunlop            | Comte Derby                  | Punctilious        | Hazarista         | 2'28"20 |
| 2003  | Vintage Tipple    | Irlande     | Entrepreneur     | Lanfranco Dettori    | Paddy Mullins        | Patrick O'Donovan            | Lancresse          | Casual Look       | 2'28"30 |
| 2002  | Margarula         | Irlande     | Doyoun           | Kevin Manning        | Jim Bolger           | Jackie Bolger                | Quarter Moon       | Lady's Secret     | 2'37"40 |
| 2001  | Lailani           | Royaume-Uni | Unfuwain         | Lanfranco Dettori    | Ed Dunlop            | Maktoum Al Maktoum           | Mot Juste          | Karsavina         | 2'30"50 |
| 2000  | Petrushka         | Royaume-Uni | Unfuwain         | Johnny Murtagh       | Sir Michael Stoute   | Highclere Racing Ltd         | Melikah            | Inforapenny       | 2'31"20 |
| 1999  | Ramruma           | Royaume-Uni | Diesis           | Kieren Fallon        | Henry Cecil          | Prince Fahd bin Salman       | Sunspangled        | Sister Bella      | 2'33"00 |
| 1998  | Winona            | Irlande     | Alzao            | Johnny Murtagh       | John Oxx             | Lady Clague                  | Kitza              | Bahr              | 2'39"80 |
| 1997  | Ebadiyla          | Irlande     | Sadler's Wells   | Johnny Murtagh       | John Oxx             | S.A. Aga Khan                | Yashmak            | Brilliance        | 2'33"70 |
| 1996  | Dance Design      | Irlande     | Sadler's Wells   | Michael Kinane       | Dermot Weld          | Moyglare Stud Farm           | Shamadara          | Key Change        | 2'29"70 |
| 1995  | Pure Grain        | Royaume-Uni | Polish Precedent | John A. Reid         | Michael Stoute       | Robert Barnett               | Russian Snows      | Valley of Gold    | 2'33"60 |
| 1994  | Bolas             | Royaume-Uni | Unfuwain         | Pat Eddery           | Barry Hills          | Khalid Abdullah              | Hawajiss           | Gothic Dream      | 2'37"60 |
| 1993  | Wemyss Bight      | France      | Dancing Brave    | Pat Eddery           | André Fabre          | Khalid Abdullah              | Royal Ballerina    | Oakmead           | 2'35"80 |
| 1992  | User Friendly     | Royaume-Uni | Slip Anchor      | George Duffield      | Clive Brittain       | Bill Gredley                 | Market Booster     | Arrikala          | 2'33"70 |
| 1991  | Possessive Dancer | Royaume-Uni | Shareef Dancer   | Steve Cauthen        | Alex Scott           | Ahmed Al Maktoum             | Jet Ski Lady       | Eileen Jenny      | 2'31"10 |
| 1990  | Knight's Baroness | Royaume-Uni | Rainbow Quest    | Richard Quinn        | Paul Cole            | Prince Fahd bin Salman       | Atoll              | Assertion         | 2'31"70 |
| 1989  | Alydaress         | Royaume-Uni | Alydar           | Michael Kinane       | Henry Cecil          | Cheikh Mohammed              | Aliysa             | Petite Ile        | 2'31"20 |
| 1988  | Melodist (DH)     | Royaume-Uni | The Minstrel     | Walter Swinburn      | Michael Stoute       | Cheikh Mohammed              | Melodist           | Silver Lane       | 2'36"40 |
| 1988  | Diminuendo (DH)   | Royaume-Uni | Diesis           | Steve Cauthen        | Henry Cecil          | Cheikh Mohammed              | Bourbon Girl       | Eurobird          | 2'36"40 |
| 1987  | Unite             | Royaume-Uni | Kris             | Walter Swinburn      | Michael Stoute       | Cheikh Mohammed              | Fleur Royale       | Untold            | 2'34"90 |

## Lauréates précédentes
- 1895: Sapling
- 1896: Kosmos
- 1897: Dabchick
- 1898: Sabine Queen
- 1899: Irish Ivy
- 1900: May Race
- 1901: Royal Mantle
- 1902: Marievale
- 1903: Mary Lester
- 1904: Topstone
- 1905: Blakestown
- 1906: Juliet
- 1907: Reina
- 1908: Queen of Peace
- 1909: Fredith
- 1910: Blair Royal
- 1911: Tullynacree
- 1912: Shining Way
- 1913: Athgreany
- 1914: May Edgar
- 1915: Latharna
- 1916: Captive Princess
- 1917: Golden Maid
- 1918: Judea
- 1919: Snow Maiden
- 1920: Place Royale
- 1921: The Kiwi
- 1922: Miss Hazelwood
- 1923: Becka
- 1924: Amethystine
- 1925: Ixia
- 1926: Resplendent
- 1927: Cinq a Sept
- 1928: Haintonette
- 1929: Soloptic
- 1930: Theresina
- 1931: Nitsichin
- 1932: Santaria
- 1933: Salar
- 1934: Foxcroft
- 1935: Smokeless
- 1936: Silversol
- 1937: Sol Speranza
- 1938: Conversation Piece
- 1939: Superbe
- 1940: Queen of Shiraz
- 1941: Uvira
- 1942: Majideh
- 1943: Suntop
- 1944: Avoca
- 1945: Admirable
- 1946: Linaria
- 1947: Desert Drive
- 1948: Masaka
- 1949: Circus Lady
- 1950: Corejada
- 1951: Djebellica
- 1952: Five Spots
- 1953: Noory
- 1954: Pantomime Queen
- 1955: Agar's Plough
- 1956: Garden State
- 1957: Silken Glider
- 1958: Amante
- 1959: Discorea
- 1960: Lynchris
- 1961: Ambergris
- 1962: French Cream
- 1963: Hibernia
- 1964: Ancasta
- 1965: Aurabella
- 1966: Merry Mate
- 1967: Pampalina
- 1968: Celina
- 1969: Gaia